# 十六面體
在幾何學中，十六面體是指具有16個面的多面體。在十六面體當中沒有任何一個形狀是正多面體，換言之即正十六面體並不存在，但仍有存在一些等面或等角的十六面體，亦有一些十六面體皆由正多邊形組成，例如正七角反稜柱、正五角錐反角柱、雙四角錐反角柱等。常見的十六面體包括一些柱狀和錐狀的多面體，如十四角柱、十五角錐、正七角反稜柱、雙八角錐和八方偏方面體等，亦有一些十六面體屬於詹森多面體，即所有面皆由正多邊形組成的多面體，例如正五角錐反角柱、雙四角錐反角柱、側錐十二面體等。部分半正多面體具有16個面，如正七角反稜柱和正十四角柱，但一般不會將這些多面體以「半正十六面體」稱呼之。

## 凸十六面體
所有十六面體中一共有387,591,510,244個拓撲不同構的凸十六面體，不包括鏡像，並且至少需要包含10個頂點（如果兩個多面體具有本質上不同的面排列、邊與頂點的相接方式，則它們是“拓撲不同構”，因為如果兩個立體間有不同的面排列、邊與頂點的相接方式，則就無法僅透過改變邊的長度或邊或面之間的角度來將一個多面體形變成另一個）。

## 自身對偶十六面體
所有十六面體中一共有302,404個自身對偶的十六面體，並且有1,476個自身對偶的十六面體有至少2階的對稱性。高對稱性的自身對偶十六面體具有手性四面體對稱，其拓樸結構可以從移除正十二面體20頂點中的4個頂點所得的立體觀察到，這立體又稱欠四面二十面體。

## 常見的十六面體

### 十四角柱

正十四角柱

十四角柱是一種底面為十四邊形的柱體，是十六面體的一種，其由16個面、28個頂點和42個邊組成。正十四角柱代表每個面都是正多邊形的十四角柱，其每個頂點都是2個正方形和1個十四邊形的公共頂點，頂點圖以{\displaystyle 4{.}4{.}14}表示，在施萊夫利符號中可以利用{14}×{} 或 t{2, 14}來表示；在考克斯特—迪肯符号中可以利用來表示；在威佐夫符號中可以利用2 14 | 2來表示；在康威多面體表示法中可以利用P14來表示。底邊長為{\displaystyle s}、高為{\displaystyle h}的正十四角柱體積{\displaystyle V}和表面積{\displaystyle S}為：
{\displaystyle V={\frac {7hs^{2}\cot {\frac {\pi }{14}}}{2}}\approx 15.3345hs^{2}}
{\displaystyle S=7s\left(2h+s\cot {\frac {\pi }{14}}\right)\approx 7s\left(2h+4.38129s\right)}

### 十五角錐

十五角錐

十五角錐是一種底面為十五邊形的錐體，是十六面體的一種，其具有16個面、30條邊和16個頂點，其對偶多面體是自己本身。正十五角錐是一種底面為正十五邊形的十五角錐。底邊長為{\displaystyle s}、高為{\displaystyle h}的正十五角錐體積{\displaystyle V}和表面積{\displaystyle S}為：
{\displaystyle V={\frac {5hs^{2}\cot {\frac {\pi }{15}}}{4}}\approx 5.88079hs^{2}}
{\displaystyle S={\frac {15s\left({\sqrt {4h^{2}+s^{2}\cot ^{2}{\frac {\pi }{15}}}}+s\cot {\frac {\pi }{15}}\right)}{4}}\approx 3.75s\left({\sqrt {4h^{2}+22.1335s^{2}}}+4.70463s\right)}

### 七角反角柱

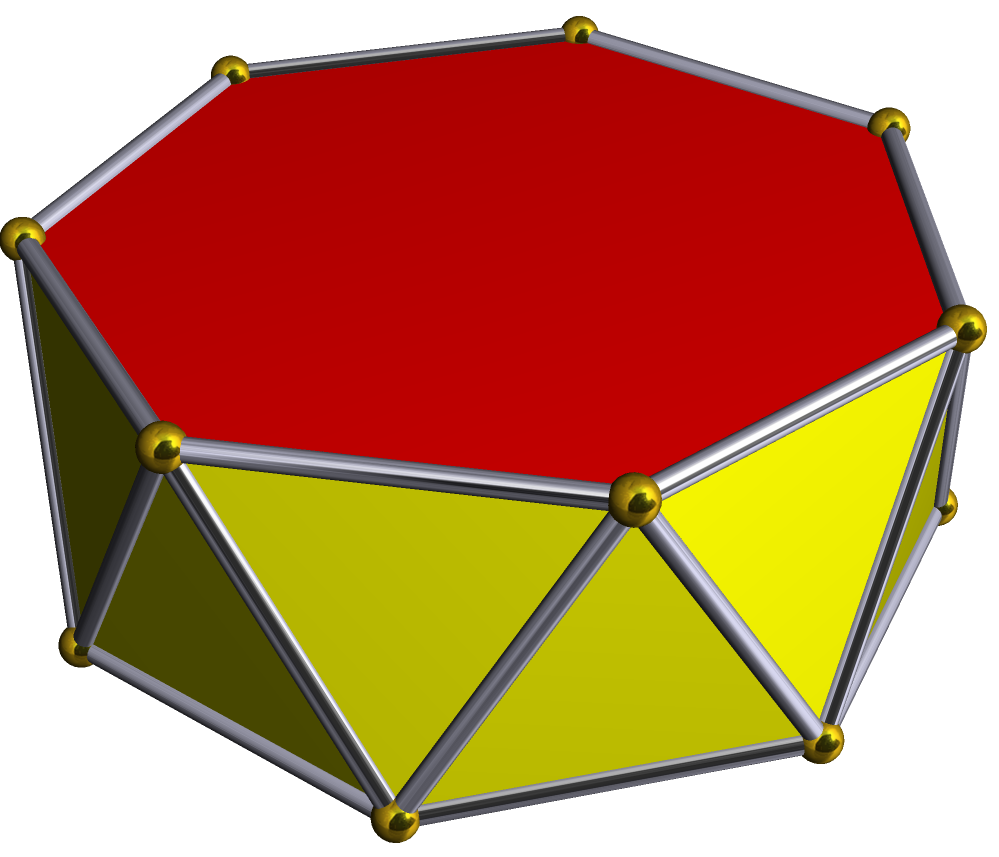
正七角反角柱

七角反角柱是一種底面為七邊形的反角柱，是十六面體的一種，其具有16個面、28條邊和14個頂點，對偶多面體為七方偏方面體。正七角反角柱是指所有面皆為正多邊形的七角反角柱。若一個正七角反角柱邊長為單位長，則其體積為：
{\displaystyle V={\frac {\sqrt {7\left(48\left(\cos ^{2}{\frac {\pi }{7}}\right)+22\cos {\frac {\pi }{7}}-5\right)}}{6}}\approx 3.23391529}

### 雙四角錐反角柱

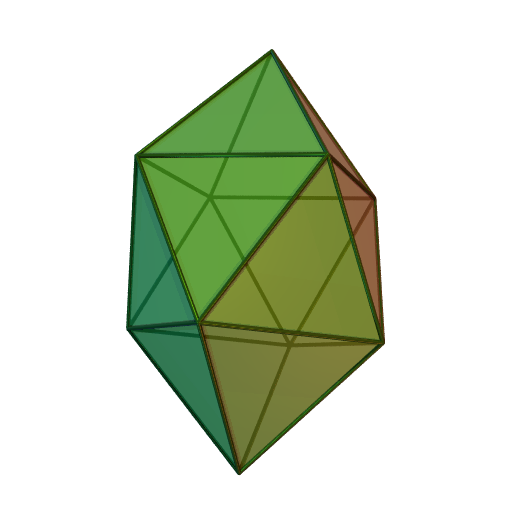
雙四角錐反角柱

雙四角錐反角柱是一種以四邊形為基底的角錐反角柱，是十六面體的一種，可以視為由兩個四角錐以底面對底面地疊合到四角反稜柱的兩個底面上所構成的立體，由16個三角形面、24條邊和10個頂點所組成。若雙四角錐反角柱的基底為正方形，則這個立體稱為正雙四角錐反角柱。正雙四角錐反角柱是一種詹森多面體，這意味著其所有的構成面都是正多邊形，同時由於構成面皆為三角形，因此也是一種正三角面多面體。
若雙四角錐反角柱的邊長為單位長，則其體積{\displaystyle V}和表面積{\displaystyle S}為：
{\displaystyle V={\frac {{\sqrt[{4}]{2}}\left(1+{\sqrt {2}}+{\sqrt[{4}]{2}}\right)}{3}}}
{\displaystyle ={\frac {{\sqrt {2}}+{\sqrt {4+3{\sqrt {2}}}}}{3}}}
{\displaystyle \approx 1.42840450}
{\displaystyle S=\,}{\displaystyle {{4}\,{\sqrt {3}}}\approx 6.9282032302755}

### 雙八角錐

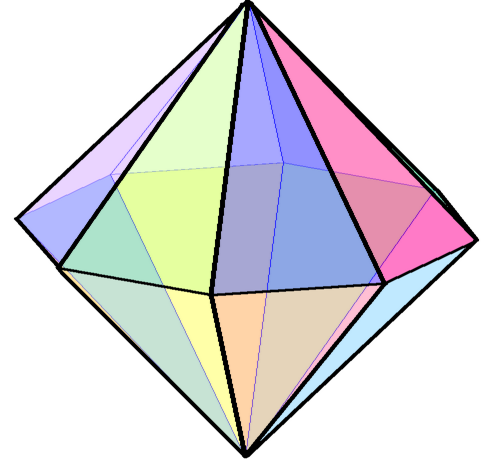
雙八角錐

雙八角錐是一種以八邊形為基底的雙錐體，是十六面體的一種，其可以視為兩個八角錐的底面對底面疊合成的立體，由16個面、24條邊和10個頂點組成，對偶多面體為八角柱。
雙八角錐在施萊夫利符號中可以用{ }+{8}來表示，在考克斯特符號中可以用來表示，在康威多面體表示法中可以用dP8來表示。

### 八方偏方面體
八方偏方面體是一種以八邊形為基底的偏方面體，是十六面體的一種，同時也是鳶形多面體，是偏方面體系列的第六個成員，由十六個全等的鷂形、32條邊和18個頂點組成，對偶多面體是八角反角柱。八方偏方面體的頂點有兩種，分別為8個鳶形的公共頂點和3個鳶形的公共頂點。
八方偏方面體是一個等面圖形，即面可遞多面體，其所有面都相等。更具體來說，其不僅所有面都全等，且面與面必須能在其對稱性上傳遞，也就是說，面必須位於同一個對稱性軌道內。這種凸多面體是能做成公正的骰子的形狀。
八方偏方面體在施萊夫利符號中可以用{ }⨁{8}來表示，在考克斯特符號中可以用或來表示，在康威多面體表示法中可以用dA8來表示。

### 詹森多面體
在詹森多面體中有3種立體具有十六個面，分別為五角錐反角柱、雙四角錐反角柱和側錐十二面體。
| 五角錐反角柱 | 雙四角錐反角柱 | 側錐十二面體 |

### 十六面體列表
| 名稱           | 種類         | 圖像 | 符號                | 頂點 | 邊 | 面 | χ | 面的種類                                  | 對稱性                      | 展開圖 |
| -------------- | ------------ | ---- | ------------------- | ---- | -- | -- | - | ----------------------------------------- | --------------------------- | ------ |
| 十四角柱       | 稜柱體       |      | t{2,14} · {14}x{} · | 28   | 42 | 16 | 2 | 2個十四邊形 14個矩形                      | D14h, [14,2], (*14 2 2)     |        |
| 十五角錐       | 稜錐體       |      | ( )∨{15}            | 16   | 30 | 16 | 2 | 1個十五邊形 15個三角形                    | C15v, [15], (*15 15)        |        |
| 七角反棱柱     | 反棱柱       |      | s{2,14} sr{2,7}     | 14   | 28 | 16 | 2 | 2個七邊形 14個三角形                      | D7d, [2+,14], (2*7), 28階   |        |
| 雙八角錐       | 雙錐體       |      | { }+{8}             | 10   | 24 | 16 | 2 | 16個三角形                                | D8h, [8,2], (*822), 32階    |        |
| 七角帳塔       | 帳塔         |      | {7}\|t{7}           | 21   | 35 | 16 | 2 | 7個三角形 7個正方形 1個七邊形 1個十四邊形 | C7v, [1,7], (*77), order 14 |        |
| 雙四角錐反角柱 | 雙錐反柱體   |      |                     | 10   | 24 | 16 | 2 | 16個三角形                                | D4d, [2+,4], (2*4)          |        |
| 八方偏方面體   | 偏方面體     |      | { }⨁{8}             | 18   | 32 | 16 | 2 | 16個鷂形                                  | D8d, [2+,8], (2*8)          |        |
| 五角錐反角柱   | 角錐反角柱   |      |                     | 11   | 25 | 16 | 2 | 15個三角形 1個五邊形                      | C5v, [5], (*55)             |        |
| 側錐十二面體   | 側錐正多面體 |      |                     | 21   | 35 | 16 | 2 | 5個三角形 11個五邊形                      | C5v                         |        |
| 欠四面十二面體 | 凸多面體     |      |                     | 16   | 30 | 16 | 2 | 4個三角形 12個四邊形                      | T, [3,3]+, (332), order 12  |        |

## 扭歪十六面體

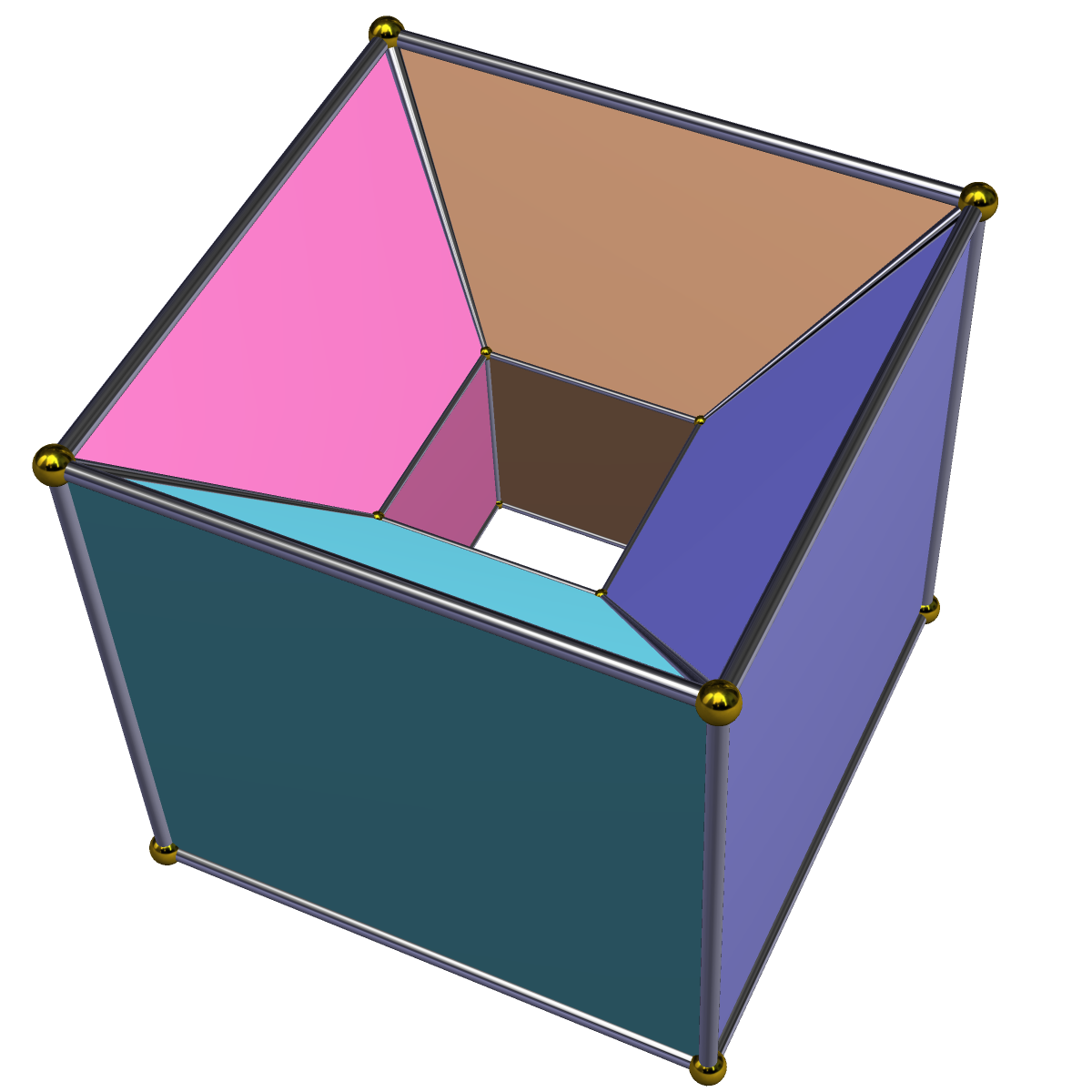
四角四片四角孔扭歪正十六面體是一個扭歪十六面體。其位於四維空間，圖為四維到三維的施萊格爾投影。

扭歪十六面體是指面與頂點並不存在同一個三維空間而無法確定體積的十六面體，扭歪十六面體僅能存在於四維或以上的空間。
而扭歪十六面體的一個例子為四角四片四角孔扭歪正十六面體，其由16個正方形組成，並且與四維超正方體共用相同的頂點布局。